# Monte Blanco, Veracruz
Monte Blanco är en ort i Mexiko.   Den ligger i kommunen Fortín och delstaten Veracruz, i den sydöstra delen av landet, 230 km öster om huvudstaden Mexico City. Monte Blanco ligger 1 256 meter över havet och antalet invånare är 7 652.
Terrängen runt Monte Blanco är lite bergig. Runt Monte Blanco är det tätbefolkat, med 427 invånare per kvadratkilometer. Närmaste större samhälle är Córdoba, 13,2 km sydost om Monte Blanco. I omgivningarna runt Monte Blanco växer huvudsakligen savannskog.